# 努瓦尔穆捷岛
努瓦尔穆捷岛（法語：Île de Noirmoutier，法語發音：[nwaʁmutje]）是法国旺代省的一座潮汐島，位于比斯開灣，通过古瓦通道与大陆相连。该岛长约18千米，宽500米-12千米不等，面积49平方千米。该岛有四个市镇：努瓦尔穆捷昂利勒、莱皮讷、拉盖里尼耶尔和巴尔巴特尔。